# Wexner Center for the Arts
Il Wexner Center for the Arts (in italiano, "Centro Wexner per le Arti") è un complesso di edifici nel campus dell'Ohio State University, sito a Columbus (Ohio) e inaugurato nel 1989, realizzato su progetto di  Peter Eisenman. 

## Il centro
Il nome del centro deriva da Harry Wexner, presidente e fondatore della Limited Brands oltre che suo principale benefattore. 
Il Wexner Center contiene laboratori di ricerca per vari ambiti artistici, alloggi per gli artisti, sale per le esposizioni e per le arti connesse ai media (per il montaggio di film e video).
Nell'ottobre 2005, le gallerie sono state chiuse per un breve periodo a causa di restauri . 
Il centro continua a esistere grazie soprattutto ad incentivi ed investimenti esterni all'ateneo, oltre che a donazioni dei normali cittadini.
Gaëtane Verna è la direttrice esecutiva dal novembre 2022.